# Xã Winslow, Quận Stephenson, Illinois
Xã Winslow (tiếng Anh: Winslow Township) là một xã thuộc quận Stephenson, tiểu bang Illinois, Hoa Kỳ. Năm 2010, dân số của xã này là 633 người.